# Pozas de marea

Pozas de marea en Porto Covo, Portugal.

Las pozas de marea son charcos que se forman entre las rocas y los sedimentos cercanos a la orilla del mar, al quedar masa de agua atrapada cuando baja la marea. Se llaman también tosqueras (uso argentino) o charcos intermareales, y muchos sólo existen como entidades reconocibles durante la bajamar. Se dan sobre todo en las costas de mares templados, pero también en mares cálidos. El mismo fenómeno puede observarse asimismo en cuerpos de agua dulce, pero es más característico del mar, debido al oleaje y a la marea, que suponen aportes regulares.  
De esos charcos, cada uno constituye un hábitat, efímero para algunas de las criaturas, y en conjunto albergan animales de los que muchos, por su adaptabilidad, han llamado fuertemente la atención de naturalistas y biólogos marinos, y también la de algunos ensayistas filosóficos y otros escritores. Un ejemplo de esto último es el de la obra Diario de a bordo del Mar de Cortés (The Log from the Sea of Cortez), de John Steinbeck, donde puede leerse: « Es aconsejable levantar la mirada del charco de marea y dirigirla a las estrellas, y después bajarla y dirigirla otra vez al charco de marea. » (« It is advisable to look from the tide pool to the stars and then back to the tide pool again. »)
Al ser muchos de ellos lugares de fácil acceso, se han empleado tradicionalmente para la recolección de alimento en forma de moluscos, crustáceos, peces pequeños, etc.

## Zonas del formación

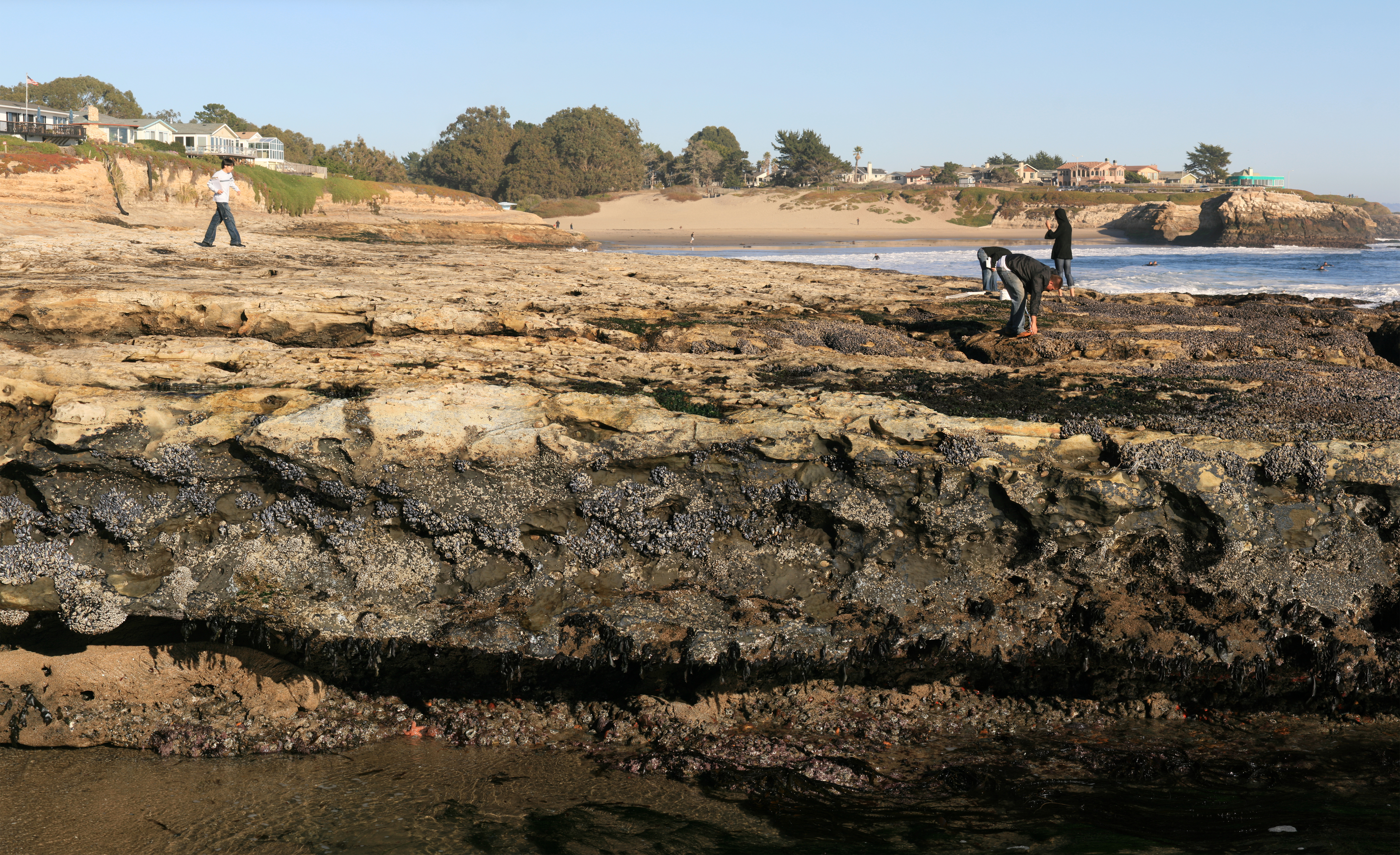
Pozas de marea en Santa Cruz (California), desde las zonas de rompiente y rociada hasta la línea de bajamar.

Estos charcos se forman en la zona intermareal, que está sometida a la acción de las olas durante la pleamar y además recibe rociada entonces y durante las tormentas. El resto del tiempo, las rocas están expuestas a la insolación y al viento. Pocos organismos pueden sobrevivir en tales condiciones. Líquenes y cirrípedos son los que habitan esta zona. Los cirrípedos viven aquí con una fuerte limitación de altura, dependiendo del nivel del mar y de las condiciones de la marea. Al estar el lugar expuesto al sol y al viento de manera periódica, han de estar bien adaptados a la pérdida de agua. Las conchas, de calcita, son impermeables, y cuentan con dos placas que se deslizan para ocluir la boca.  

### Zona de la línea de pleamar
En la zona de la línea de pleamar, los organismos han de sobrevivir al oleaje, a las corrientes y a la insolación. Allí se hallan anémonas, estrellas, cochinillas, cangrejos, mejillones y algas verdes en las que se refugian nudibranquios y cangrejos ermitaños. El oleaje en parte dificulta la vida, pero también trae alimento, especialmente para los organismos filtradores.

### Zona de la línea de bajamar

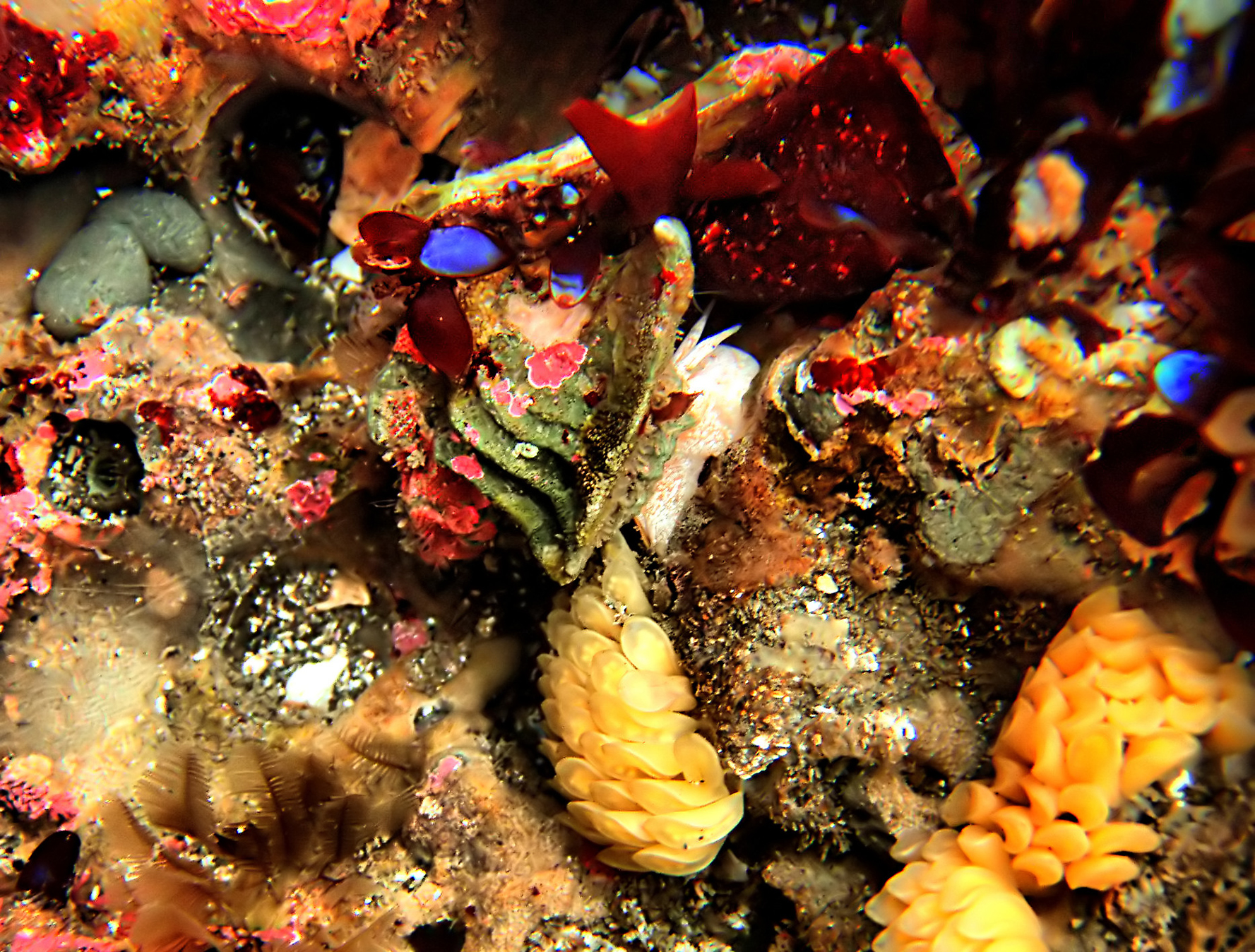
Charco intermareal en la zona de la línea de bajamar.

Esta zona está sumergida en su mayor parte, y sólo se halla expuesta durante la bajamar. Bullente de vida, cuenta con más vegetación marina, sobre todo con algas, presenta una mayor diversidad y no han de estar tan bien adaptados a la desecación y a los extremos de temperatura. Se encuentran orejas de mar, anémonas, algas pardas, cochinillas, cangrejos, algas verdes, hidroides, isópodos, lapas, mejillones, nudibranquios, pepinos, estrellas, erizos, camarones, esponjas, poliquetos... Estos organismos pueden alcanzar mayor tamaño al haber más alimento aprovechable, al ser el agua suficientemente somera como para aprovechar mejor la luz para la fotosíntesis, al mantenerse la salinidad en unos niveles adecuados y porque la poca hondura y el oleaje protegen de los depredadores de gran tamaño.

## La vida en los charcos intermareales
El charco de marea es hábitat de organismos resistentes, como erizos, estrellas, mejillones y caracoles marinos, que han de adaptarse a los cambios frecuentes de su ambiente: la salinidad, la temperatura y la concentración de oxígeno son fluctuantes. Si bien tienen que evitar los inconvenientes de estos cambios, los organismos que viven en el charco dependen de ellos para su nutrición mientras permanecen allí.
Como en todos los ecosistemas, en las relaciones interespecíficas y en las intraespecíficas se establece un equilibrio inestable entre la competencia, el mutualismo y otras modalidades.
Por otro lado, las olas pueden despegar a los mejillones y arrastrarlos al mar; las gaviotas toman con el pico a los erizos, levantan el vuelo y los dejan caer para romperlos; las estrellas comen mejillones, y son comidas por las gaviotas... 
La diversidad es mayor en los charcos formados entre las rocas, ya que los formados en la arena o entre la vegetación terrestre son más visitados por los depredadores.